# Михаило Мишо Вукотић
Михаило Мишо Вукотић (Чево, 11. јул 1904 — Цетиње, 24. октобар 1944.) био је српски сликар из Црне Горе. 

## Биографија
Михаило Мишо Вукотић био је брат од тетке краља Александра Карађорђевића. Михаилова тетка Милена била је жена црногорског краља Николе Првог. На Чеву је Михаило завршио основну школу, а потом на Цетињу нижу гимназију.
Ликовно се образовао од 1925. у београдској Уметничкој школи код Бете Вукановић (акварел), Љубомира Ивановића (цртеж) и Мила Милуновића (сликарство). Са Петром Лубардом отишао је у Париз (1926), али се убрзо вратио и завршио започете студије сликарства (1930).
Живео је у Београду до 1941, а затим на Цетињу. Био је члан уметничке групе „Облик" (од 1925) и „Лада" (од 1936). Учествовао је на бројним ликовним смотрама од 1932 (Пролећне, Јесење и Ладине изложбе у Београду) и излагао самостално од 1933. Комеморативна изложба приређена му је на Цетињу (1951). Његова дела чувају се у Народном музеју Црне Горе на Цетињу, те у Народном музеју и Музеју савремене уметности у Београду.

## Ликовно стваралаштво
Сликао је пределе, портрете, мртве природе и актове. Крајем треће деценије палетом сведеном на монохромна сазвучја радио је у духу тада актуелне поетике новог реализма (Акт с леђа, око 1930). Почетком четврте деценије омекшао је чврстину форме и боји дао већи значај (Портрет сликарке Олге Богдановић Милуновић, 1931; Портрет сликара Боднарова, 1932--1933). Касније се приближио експресионизму (Предео из Београда, 1933; Женски акт, око 1935), колористичком реализму и интимизму (Предео, око 1938; Предео са мостом, 1940).

## Награде
Са Фрањом Радочајем, Вукотић 1934. дели награду београдске Политике за слику Степениште на Калемегдану. 1935. Вукотић је лауреат награде „Београђани – београдским уметницима” за слику Пејзаж из околине Београда, изложену на Осмој јесењој изложби у Уметничком павиљону „Цвијета”. Зузорић”.